# Garrulax castanotis
Garrulax castanotis е вид птица от семейство Leiothrichidae.

## Разпространение
Видът е разпространен във Виетнам, Китай и Лаос.